# Міжнародна п'ятдесятницька церква святості
Міжнародна п'ятдесятницька церква святості  (анг. Pentecostal Holiness Church, PHC, інколи International Pentecostal Holiness Church, IPHC) - п'ятдесятницька християнська церква, започаткована 30 січня 1911 року в результаті злиття двох старих деномінацій, що виникли на основі руху освячення. В об'єднання увійшли Церква Святості з хрещенням вогнем і П'ятидесятницька Церква Святості, а в 1915 до них приєдналася П'ятидесятницька Церква Табернакл.
IPHC є членом Всесвітньої п'ятидесятницької конференції. Богословське коріння церкви сягає вчення Джона Уеслі про освячення. Хоча це не обов'язково, проте деякі церкви практикують омивання ног.

## Статистика
Наприкінці 2016 року IPHC налічувала 1,7 мільйона віруючих, що відвідують 12 437 церков, та 2,1 мільйона віруючих у 5 642 афілійованих церквах. Загалом понад 3,8 мільйона віруючих у 18 079 церквах, розташованих по всьому світу. До IPHC належать, зокрема: Методистська п'ятидесятницька церква Чилі та Весліанська методистська церква у Бразилії.
За даними 2008 року, 330 000 хрещених членів перебували в США, в основному в: Північна Кароліна (57,4 тис.), Південна Кароліна (56,2 тис.), Вірджинія (30,3 тис.), Флорида (27, 7 тис.) та Оклахома (20,2 тис.)